# Gmina Brørup
Gmina Brørup (duń. Brørup Kommune) - istniejąca w latach 1970-2006 gmina w Danii w  okręgu Ribe Amt. 
Siedzibą władz gminy było miasto Brørup. 
Gmina Brørup została utworzona 1 kwietnia 1970 na mocy reformy podziału administracyjnego Danii. Po kolejnej reformie w 2007 r. weszła w skład nowej gminy Vejen.

## Dane liczbowe
- Liczba ludności: (♀ 3303 + ♂ 3182) = 6485
  - wiek 0-6: 9,8%
  - wiek 7-16: 14,1%
  - wiek 17-66: 62,1%
  - wiek 67+: 14,0%
- zagęszczenie ludności: 60,6 osób/km²
- bezrobocie: 3,6% osób w wieku 17-66 lat
- cudzoziemcy z UE, Skandynawii i USA: 63 na 10 000 osób
- cudzoziemcy z krajów Trzeciego Świata: 148 na 10 000 osób
- liczba szkół podstawowych: 4 (liczba klas: 41)

## Współpraca zagraniczna
- Brodnica